# Louis Thomas Villaret de Joyeuse
Thomas Villaret de Joyeuse, puis (1789) Louis Thomas de Joyeuse, et en 1792 Louis Thomas Villaret-Joyeuse, né le 29 mai 1747 à Auch et mort le 24 juillet 1812 à Venise (Italie), est un vice-amiral français des XVIIIe et XIXe siècles.
Thomas, son prénom de baptême, change dès 1789 sur les actes officiels où l'on peut lire Louis Thomas. Il signe Dejoyeuse avant 1789, mais son nom Villaret de Joyeuse devient Villaret-Joyeuse - ou Villaret tout simplement - en 1792.

## Sous l’Ancien Régime

### Une origine aristocratique douteuse
Contrairement à une idée reçue y compris de son vivant, son origine aristocratique est douteuse (son grand-père était ébéniste à Auch et connu sous le seul nom de Villaret) et certains biographes sont perplexes sur l’origine du « de Joyeuse » qui semble avoir été usurpé par son père, ancien militaire puis fonctionnaire royal devenu fortuné. Témoigne notamment de ses origines roturière le fait qu’il ait commencé sa carrière maritime comme volontaire plutôt que comme garde-marine, voie normale pour tout aspirant issu de la noblesse. Si des aristocrates ont suivi des carrières d’officiers bleus, c’était essentiellement pour des raisons d’absence de fortune suffisante pour assurer le train de vie requis pour un garde de la marine or la famille Villaret n’avait aucun problème sur ce plan. Toutefois, ses états de service exceptionnels, notamment sous Suffren, et l’ambiguïté de son nom d’usage, lui permettront d’intégrer tout de même le « Grand Corps » des officiers de la marine royale après avoir servi comme officier bleu.
Un autre événement douteux, systématiquement cité dans la plupart de ses notices biographiques, bien qu’aucun document concret ne vienne étayer sa réalité, serait qu’il soit d’abord entré aux Gendarmes de la Maison du Roy en 1763, et qu’il ait quitté ce corps à la suite d’un duel. Il n’est pas exclu que cet épisode ait été forgé a posteriori par lui-même pour dissimuler son origine roturière.
Il fut un « aristocrate d’apparence » mais dut transformer son nom dès le début de la Révolution en « Villaret-Joyeuse » voire en « Villaret » tout court.

### Apprentissage dans la Royale et la Compagnie des Indes
Il entre dans la marine royale comme volontaire (certains disent dès 1763) et navigue essentiellement aux Antilles de 1765 à 1770 d'abord sur la flûte la Nourrice, destinée à Cayenne. En 1766, Thomas part sur l’Éléphant, armé à Bordeaux, transportant des troupes aux Antilles ; le navire est désarmé à Rochefort.
Enseigne de la Compagnie des Indes, sur la flûte Parham, destiné à l'Île de Saint-Domingue, désarmé à Bordeaux. Il rentre à l'amirauté pour y subir des examens lui permettant d'être capitaine au long cours. En 1773, il transporte des troupes à l'île de France sur la Fortune, armée à Brest. Il reste à l'île de France fin 1773 et début 1774 et navigue dans l'océan Indien, sur le Coromandel jusqu'au 20 mai 1775 et navigue en face des côtes du Bengale.
En 1776, Thomas Villaret de Joyeuse repart à destination de Pondichéry et Mahé avec la corvette l’Atalante. En 1778, il repart de l'île de France sur une flûte, la Pintade à destination de Pondichéry et Mahé. C'est alors qu'éclate la guerre d'indépendance des États-Unis.

### Siège de Pondichéry (1778)

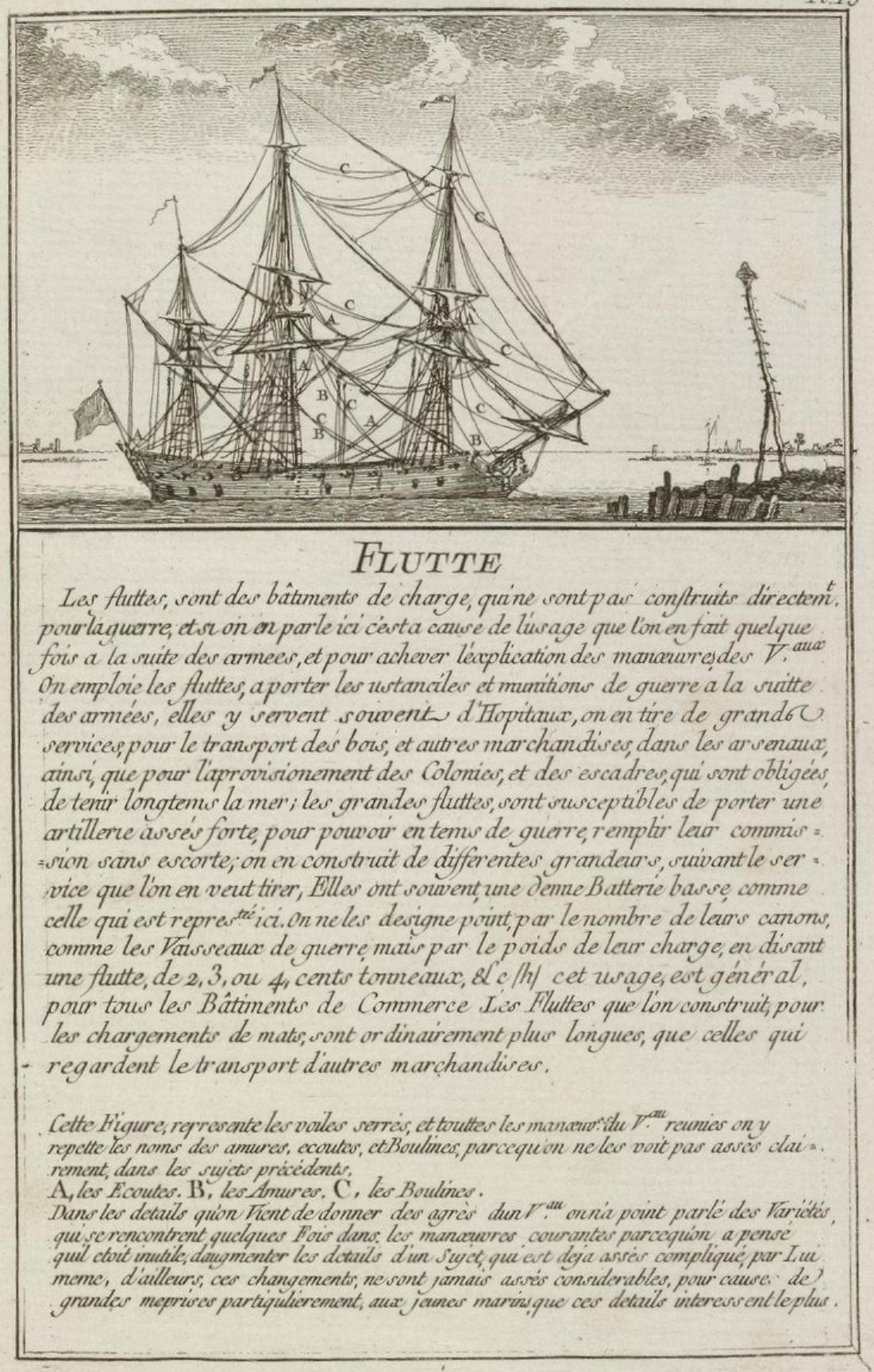
Flûte militaire du milieu du XVIIIe siècle, telle que celle que commanda Villaret de Joyeuse en 1779.

Lieutenant de frégate, il se retrouve sans bâtiment sur lequel embarquer à Pondichéry lorsque les Britanniques viennent mettre le siège devant cette place en 1778. Il offre ses services au gouverneur et déploie en ces circonstances des talents et une bravoure tels qu’il obtient le commandement de la flûte la Pintade, en 1779, grâce au récit que fait Guillaume Léonard de Bellecombe, au roi, de sa belle défense de Pondichéry. Il part en croisière sur la Côte de Coromandel

### Capitaine de la corvette laDauphine
En 1779, Thomas de Joyeuse est capitaine de la corvette la Dauphine et fait du cabotage pendant six mois entre l'île Bourbon et Madagascar.
L'année suivante, il est l'un des officiers du vaisseau le Brillant et part de l'île de France en croisière sur le banc des Aiguilles, pendant 23 mois et 4 jours.

### Un officier bleu promu par Suffren
Pierre André de Suffren le nomme capitaine de frégate en 1781 après la bataille de Gondelour et lui confie successivement le Pulvériseur, puis  la frégate la Bellone, et enfin la corvette Naïade.
Envoyé pour une mission de confiance très risquée, il tient tête pendant plus de quatre heures au vaisseau britannique le Sceptre (64 canons) mais doit finalement amener son pavillon. Rapidement libéré, il sert sur le Héros, en tant qu’aide de camp de Suffren ; en 1784 il commande une prise, la frégate Coventry, avec le grade de lieutenant de vaisseau. Suffren lui obtient aussi la grand-croix de l’ordre de Saint-Louis. C’est donc Suffren en campagne dans l’océan Indien qui le fait entrer dans le « Grand Corps » ce qui aurait été éventuellement plus difficile en France où ses quartiers de noblesse auraient probablement fait l’objet d’un examen préalable.
Thomas Villaret de Joyeuse rentre à Brest et prend le commandement de la frégate la Railleuse. Il se marie avec Félicité de Villars de Roche, à Versailles en 1787. Ils ont une fille et deux fils, dont Alexis Jean Marie, né à Lorient en 1788, futur capitaine de vaisseau, chevalier de l’ordre de Saint-Louis et de la Légion d'honneur.
Toutefois Thomas Villaret de Joyeuse n'est que lieutenant de vaisseau. Le « Grand Corps » des officiers de la Marine accepte difficilement qu'un officier qui n'est pas l'un des leurs devienne capitaine de vaisseau sans appui. Villaret de Joyeuse n'est ni ancien Garde, ni un aristocrate. Il n'est pas non plus Provençal ou Breton. Mais, comme Pierre André de Suffren, avant lui, il devient membre de la loge l’Union de Lorient. Beaucoup d'officiers de la Marine sont francs-maçons.

## Officier de la marine républicaine

### Un capitaine efficace
Il commande la Prudente aux Antilles en 1790-1791 avec une division envoyée pour y rétablir l’ordre. L’opération sera un échec total, la plupart des équipages se mutinant. La Prudente sera l’un des seuls bâtiments où la discipline sera maintenue ce qui fait attirer l’attention sur son commandant.
En 1793, il est enfin capitaine de vaisseau et commande le Trajan dans l’escadre du Vice-amiral Morard de Galles pendant les troubles qui agitent la plupart des navires à l’exception du Trajan, notamment lors de l’affaire de Belle-Île.

### Un amiral nommé précipitamment
À la destitution du vice-amiral en novembre 1793, Jeanbon Saint-André le fait nommer contre-amiral, et lui confie aussitôt le commandement en chef de l’armée navale de Brest où il s’efforce de rétablir la discipline et un semblant d’organisation.

### La campagne de Prairial
Avec son pavillon sur le vaisseau la Montagne (118 canons), il conduit cette flotte lors de la campagne de Prairial qui culmine dans les combats du 10 Prairial (29 mai 1794) et surtout la grande bataille du 13 prairial an II (1er juin 1794) où il perd 7 vaisseaux à l’ennemi. Il réussit toutefois à écarter la flotte de lord Howe de la route du convoi de  et lui permet ainsi d’atteindre Brest.

### Les désastres de la marine républicaine
Il est promu Vice-amiral en décembre 1794. Il doit ensuite mener la campagne du Grand Hiver (décembre 1794 / janvier 1795) à la tête d’une flotte mal réparée, privée de vivres et hors d’état d'appareiller dans une période de l’année particulièrement défavorable. Cinq vaisseaux coulent lors de cette croisière inutile ordonnée par des hommes politiques incompétents.
En juin 1795, il conduit une escadre de 12 vaisseaux au secours de l’amiral Vence et d’un convoi, bloqué près de Belle-Île par l’escadre de Bridgeport. Près de Groix (combat naval de Groix le 23 juin 1795), malgré une nette supériorité numérique et son courage personnel, il ne peut empêcher la débandade de nombre de ses capitaines qui s’enfuient vers Lorient. Il y perdra encore trois vaisseaux et cet épisode lui laissera une grande amertume contre ces capitaines timorés, responsables de ses échecs répétés.

### Première disgrâce
Désapprouvant les plans de l’expédition Hoche à destination de l’Irlande, il fait preuve de mauvaise volonté dans la préparation de ses bâtiments et entre en conflit constant avec le jeune général auquel il admet mal d’être soumis. Le ministre Truguet le révoque, en même temps que Vence, et le remplace par Morard de Galles, revenu, lui, en grâce. Cette campagne sera un échec, car là encore mal préparée et pourvue de moyens insuffisants.

## Un amiral politique

### Député au Conseil des Cinq-Cents (1796)
Louis Thomas Villaret-Joyeuse est élu fin 1796 au Conseil des Cinq-Cents, par le département du Morbihan. Il siège avec un groupe de tendance monarchiste : le club dit des « Clichyens » avec Dumas, Boissy d'Anglas, Pichegru, Viénot de Vaublanc et Barbé-Marbois. Les députés composant ce club étaient des modérés qui ne souhaitaient pas un retour à l’Ancien Régime mais plutôt une monarchie constitutionnelle qui accepterait certains acquis de la Révolution ; Villaret entre alors en conflit assez violent avec le ministre de la marine et des colonies Truguet qui cherche à faire enfin appliquer l’abolition de l'esclavage dans les colonies. Villaret dont le frère possède une grande plantation à l’île Maurice devient le principal porte-parole du lobby colonial et esclavagiste.
Il fait partie des proscrits lors du coup d'État du 18 fructidor an V. Échappant de peu à la déportation à Cayenne, il est assigné à résidence à l’île d’Oléron.

## Le Consulat

### Transport du corps expéditionnaire à Saint-Domingue

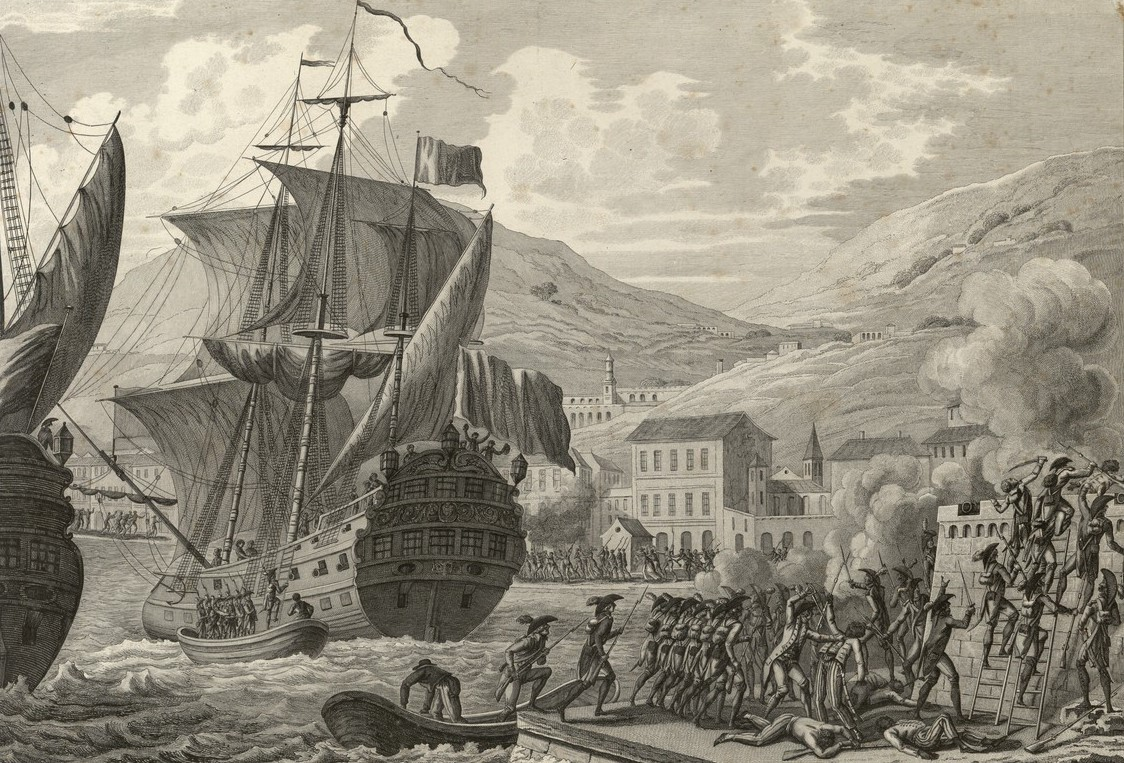
Prise de Cap-Français par le corps expéditionnaire en février 1802.

Bonaparte cherche à rallier à sa cause les anciens clichiens qu’il fait libérer. Il confie à Villaret de nouveau le commandement de l’escadre de Brest en mars 1801. À la veille de la paix d'Amiens il conduit l’expédition du général Leclerc à Saint-Domingue, envoyée pour combattre Toussaint Louverture. Il reste aux Antilles comme gouverneur général de la Martinique et de l’île de Sainte-Lucie à partir de 1802.

### Capitaine général de la Martinique et de Sainte-Lucie (1802-1809)
Les Britanniques occupent la Martinique jusqu'en 1802, date à laquelle le traité d'Amiens rend l'île à la France. Villaret-Joyeuse est nommé Capitaine général de l'île de la Martinique et dépendances en avril 1802. Avec son frère, il reprend donc possession de l'île où il a de bonnes relations avec les colons. Durant cette prise de fonction, le Capitaine-général instaure le tribunal spécial (1803) afin de renforcer la répression coloniale envers les esclaves coupables de marronnage et d'empoisonnement. De grandes affaires d'empoisonnements marque l'administration de Villaret comme l'affaire concernant la tentative d'empoisonnement de la mère de l'impératrice Joséphine par sa domestique Emilie en juin 1806 à Fort-de-France.
L'administration coloniale préserve et renforce considérablement les grandes familles « blanches » créoles dans des postes militaires, politiques et administratifs. Villaret- Joyeuse est partisan d'un système esclavagiste d'ancien régime et renforce la ségrégation envers les Libres de couleur et anciens soldats des armées révolutionnaires avec des déportations vers le Venezuela dès automne 1802. Le préjugé de couleur, l'exclusion de la citoyenneté lors de l'intronisation du Code civil en novembre 1805 visent à nuire et à réduire l'importance politique des Libres de couleur. Concernant le rôle des affranchis dans la défense militaire, le pouvoir maintient près de 40 % des libres de couleur dans la garde nationale.
De 1803 à 1809, Le blocus britannique par intermittence depuis la Dominique et Sainte-Lucie fragilise la traite négrière en Martinique, l'exportation des denrées coloniales et les renforts. Rapidement des tensions naissent des négoces et des grands planteurs. La chute française à Saint-Domingue devenue Haiti en 1804 hante les habitants à Noël 1805. Le défaite de Trafalgar, le désintérêt de Napoléon pour l'espace colonial désagrège les colonies face aux Britanniques qui débarquent en janvier 1809 en Martinique.

## Le Premier Empire

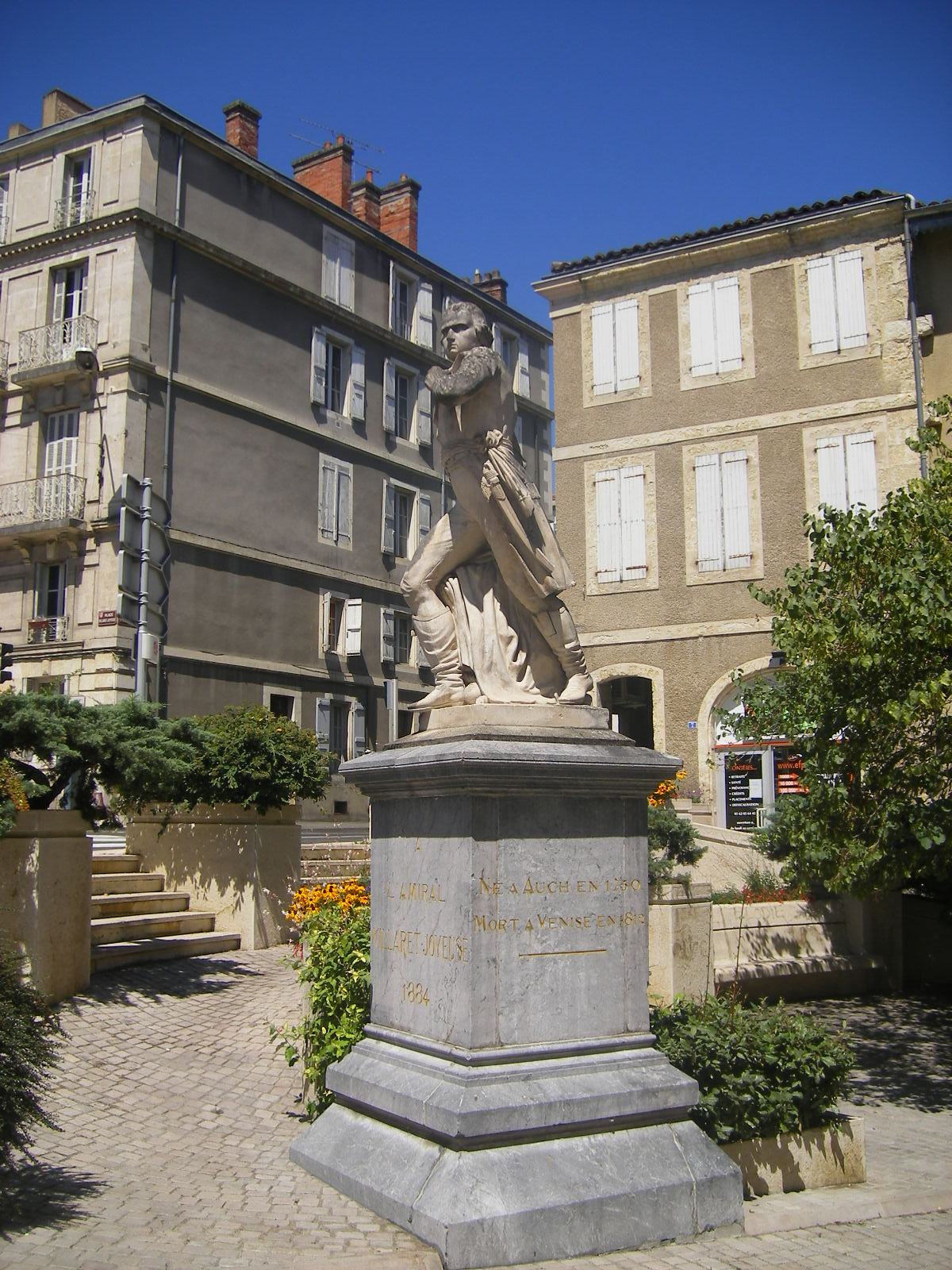
Statue de Villaret-Joyeuse à Auch.

### Nouvelle disgrâce
En 1809, avec seulement 2 000 hommes, il tente de résister courageusement au corps expéditionnaire de 18 000 hommes mené par l’amiral Cochrane. Il s’enferme dans les forts, mais doit capituler, cédant sous le nombre au bout de trois semaines.
Lorsque Villaret revient en France, le ministre de la marine et des colonies Denis Decrès qui le considère comme un prétendant sérieux à sa succession saisit l’occasion pour le blâmer abusivement comme responsable de la perte des îles. Villaret doit faire face à un conseil d'enquête aux ordres du ministre et est exilé à Rouen jusqu’en avril 1811.

### Venise
En 1811, Napoléon relève Villaret de sa disgrâce et le nomme commandant de la 12e région militaire puis gouverneur de Venise ; mais une crise d’hydropisie le terrasse peu après, le 24 juillet 1812 à l’âge de 64 ans.
Louis Thomas Villaret de Joyeuse est enterré à Venise et son nom est sur l’arc de triomphe de l'Étoile.

## Généalogie
Il est le frère de Jean-Marie de Villaret-Joyeuse général de la Révolution et du Premier Empire.
Il est le père de : 
- Alexis Villaret de Joyeuse ;
- Auguste Marie Félix Villaret de Joyeuse, né le 31 mai 1790 à Lorient, officier supérieur, chevalier de Saint-Louis et chevalier de la Légion d'Honneur.

### Alexis Villaret de Joyeuse
Alexis Jean-Marie Villaret de Joyeuse est né à Lorient le 10 décembre 1788 de Louis Thomas Villaret de Joyeuse et Thérèse Félicité de Villars de Roche.
Il entre dans la Marine vers 1803 et devient capitaine de vaisseau. Gentilhomme de la chambre du Roi Charles X, il est fait chevalier de Saint-Louis et chevalier de la Légion d'Honneur en 1825.
Lors de l'expédition de 1830, qui transporte l'armée d'Afrique en Afrique du Nord et qui marque le début de la conquête de l'Algérie par la France, il commande le navire amiral, le vaisseau de 64 canons Provence.
Il meurt à Versailles le 23 janvier 1873 à l'âge de 84 ans.
Marié à Cadix le 16 mars 1825 à Émilie Joséphine Sheil, il aura deux enfants :
- Félicité Caroline Marie Émilie, née le 9 octobre 1826 à Versailles ;
- Édouard Marie né le 9 mai 1829 à Versailles, lieutenant de vaisseau. Embarqué sur la frégate Iphigénie en 1854, il contracte la fièvre jaune, lors d'une escale à La Havane, et meurt en mer le 19 juillet 1854.

### Sources et bibliographie
- Georges Bordonove, Les Marins de l’An II, Paris, Éditions Robert Laffont, 1974
- Contra-amiral François Caron, La Guerre incomprise : le mythe de Suffren, Vincennes, Service Historique de la Marine, 1996
- Robert Castagnon, Gloires de Gascogne, éditions Loubatièreen partie sur Villaret de Joyeuse
- Charles Cunat, Histoire du bailli de Suffren, Rennes, 1852 (lire en ligne)
- (en) William S. Cormack, Revolution & Political Conflict in the French Navy 1789-1794, Cambridge University Press, 9 mai 2002
- Roger Glachant, Suffren et le temps de Vergennes, éditions France-Empire, 1976
- Hubert Granier, Histoire des Marins Français 1793–1815, Les Prémices de la République, Nantes, Marines Éditions, 1998
- Ernest Harold Jenkins, Histoire de la Marine Française [« A History of the French Navy, From Its Beginnings to the Present Day »], Londres, Paris, Mac Donald and Jane’s, Albin Michel, 1977 (1re éd. 1973), 364 p. (ISBN 978-0-356-04196-4)
- Charles-Armand Klein, Mais qui est le bailli de Suffren Saint-Tropez ?, Éditions Equinoxe, coll. « Mémoires du Sud », 2000
- Monique Le Pelley-Fonteny, Itinéraire d'un marin granvillais : Georges-René Pléville le Pelley (1726-1805), Neptuniales mémoires d'un autre grand marin naviguant à la même époque
- Colonel Henri Ortholan, L’Amiral Villaret-Joyeuse : des Antilles à Venise 1747-1812, Bernard Giovanangeli, 26 janvier 2006
- Claude des Presles, Suffren dans l'océan Indien (1781-1783), Economica, 1999
- Joseph Siméon Roux, Le Bailli de Suffren dans l'Inde (lire en ligne)
- Georges Six, Dictionnaire biographique des Généraux et Amiraux de la Révolution et de l’Empire, Librairie Historique et Nobiliaire, Paris, Georges Saffroy éditeur, 1934
- Pierre André de Suffren (préf. vice-amiral Edmond Jurien de La Gravière, Henri Moris), Journal de bord du bailli de Suffren dans l'Inde (1781-1784), Paris, Challamel, 1888
- Raymond d' Unienville, Hier Suffren, Mauritius Printing, 1972
- Michel Vergé-Franceschi, La Marine française au XVIIIe siècle, SEDES, 1996
- Louis Thomas Villaret de Joyeuse, Discours de Villaret-Joyeuse, député du Morbihan ; sur l’importance des colonies & les moyens de les pacifier : séance du 12 prairial an 5, Paris, Imprimerie nationale, 1797
- Pierre Gilles Cézembre, « Louis Thomas Villaret de Joyeuse : L'empereur viking de la mer du Nord », La grande histoire des armées, no 18 « Les grands amiraux combats navals légendaires »,‎ juillet 2023, p. 68-69
- Lionel Trani, La Martinique Napoléonienne (1802-1809). Entre ségrégation, esclavage et intégration, Paris, Édition SPM (diffusion L’Harmattan), 2014, 420 p. (ISBN 978-2-917232-11-8)